# جايسون ليفينغستون
جايسون ليفينغستون (بالإنجليزية: Jason Livingston)‏ هو منافس ألعاب قوى بريطاني، ولد في 17 مارس 1971 في كرويدون في المملكة المتحدة.

## وصلات خارجية
- جايسون ليفينغستون على موقع الاتحاد الدولي لألعاب القوى (الإنجليزية)